# 박상대
박상대(朴相大, 1937년 8월 20일~2024년 4월 20일)는 서울대학교 명예교수, 생물학자이다.

## 학력
- 1956~1960 서울대학교 문리과대학 동물학과 졸업
- 1960~1962 서울대학교 대학원 동물학과 이학석사
- 1970~1974 미국 세인트존스대학 생물학과 이학박사
- 1974~1976 미국 캘리포니아대학(UCSF) 박사후 연구원

## 경력
- 1967~2002 서울대학교 자연과학대학 생명과학부 교수
- 2002~2024 대한민국학술원 회원, 부회장, 명예회원
- 2002~2011 국제백신연구소(IVI) 한국후원회 회장, 고문, 수석고문
- 2003~2006 기초기술연구회 이사장
- 2011~2014 한국과학기술단체총연합회 회장

## 포상
- 1987 제1회 한국과학상
- 1998 대한민국 학술원상
- 2002 국민훈장 녹조근정훈장
- 2007 한국과학기술원한림원상
- 2014 과학기술훈장 창조장
- 2022 대한민국 국가과학기술유공자

## 생애 및 업적
박상대 교수는 국내 분자생물학 및 유전공학의 연구 및 교육을 선도하고, 관련 학회 설립 및 학술지 창간을 주도하여 한국 생명과학의 세계화에 기여한 선구적인 분자세포생물학자다.
그는 서울대학교 문리과대학 동물학과 및 동대학원에서 학사와 석사를 마치고 1974년 미국 세인트존스대학 생물학과에서 이학박사 학위를 취득했고, UCSF 생명과학연구소에서 박사학위 취득 후 객원교수 및 연구원으로 DNA 상해유도 복제 및 회복의 상관성을 연구했다. 1967년 전임강사로 시작하여 2002년까지 서울대 동물학과, 분자생물학과, 생명과학부 교수를 역임하면서 발암성 유전병의 분자세포생물학적 기초에 관한 탁월한 연구를 통해 한국의 분자세포생물학 연구를 뿌리내리게 하고, 생명과학에 대한 사회적 인식 제고에도 크게 기여했다. 
그는 DNA 손상 회복 연구 분야의 세계적 선두주자로서, 유전체 불안정성으로 인한 암 유발 기전의 분자생물학적 기초연구에 주력하여 다양한 DNA 복제 및 손상회복 관련 유전자를 분리하고 그것의 특성을 규명했다. 1960년대에는 선천성이상질환에서 이질염색질 및 염색체의 이상과 DNA합성 이상을 최초로 보고하고, 암세포염색체의 방사선감수성과 DNA합성 양상에 대해 발표했다. 1974년 미국에서 귀국한 다음 1980년대 초반까지 피부암세포주를 재료로 자외선에 의한 복제억제 및 회복과 절제회복에 대해 연구했다. 1980년대 중반 이후 20여 종의 DNA복제 및 회복관련 유전자를 분리하여 그 특성을 밝혔으며, 특히, 재조합회복 관련 유전자 Rhp51+의 구조와 발현조절기전을 최초로 규명했다. 2000년대 이후에는 세포신호에 따른 유도발현유전자의 조절기전, 그리고 여러 생명현상의 플랫폼 역할을 담당하는 이질염색질의 유전자발현과 제어(silencing)의 상호연관성을 규명하는 작업을 추진했다. 이러한 그의 연구는 SCI급 논문 205편과 15권의 저서로 발표되었으며, 석‧박사 학생 122명을 지도해 한국 분자생물학계의 우수한 신진 연구자들을 대거 양성했다. 특히 그는 미래세대 양성과 여성과학기술인 육성에 힘썼는데 사재를 출연해 2016년 '여성생명과학자상'을 국내 최초로 제정하여 여성 과학기술인의 사기진작에 크게 기여하였다. 
박상대 교수는 실험실에 머무르지 않고 1970년대 중반부터 언론을 통해 유전자재조합 기술을 소개했으며, 특히 실험실 안전 및 연구윤리 등 시대를 앞선 논의들을 제시했다. 1980년대 들어 유전공학 심포지엄, 한국유전공학학술협의회 등을 통해 국내 유전공학 붐을 불러일으킨 주역으로 활동했다. 특히, 1985년 서울대 유전공학연구소의 초대 소장을 맡아 서울대의 유전공학 연구를 이끌었으며, 교육부 유전공학 심사평가 위원장을 역임하여 한국의 유전공학연구 지원의 설계자 역할을 담당했다.
그는 1989년 의약학과 농수산학, 이학 분야를 아우르는 한국분자생물학회를 최초로 설립하여 한국 분자생물학 연구의 질적 도약을 꾀했다. 현재 한국분자‧세포생물학회는 외국 회원을 포함해 15,000명 회원이 활동하는, 명실상부한 국제 연구교류의 장으로 성장했다. 그는 우리나라 생명과학 분야 최초의 SCI 등재된 학술지인 Molecules and Cells를 창간하고 초대 편집장을 역임하면서 한국 생명과학 연구의 세계화에 크게 기여했다.
박상대 교수는 국가과학기술자문회의 부의장, 한국과학기술단체총연합회(과총) 회장 등을 역임하면서 과학기술 전담 정부조직 부활과 과총 지역연합회 활성화 등 과학기술인의 권익 신장과 과학기술정책 개발과 추진에 적극적으로 참여했다. 또한 기초기술연구회 이사장, 대한민국학술원 부회장 등 학계의 중요한 직책을 맡으면서 과학기술계의 리더로서 꾸준히 활약했다. 특히 국내 최초의 UN 지원기관인 국제백신연구소(IVI) 유치 과정과 출범에도 적극 관여했으며, 이후 한국후원회 특별고문 및 회장직을 맡아 연구소의 안정적 성장을 뒷받침했다.
이러한 노력의 결과 1987년 제1회 한국과학상 생명과학 분야 대통령상, 1998년 대한민국학술원상, 2007년 한국과학기술한림원상을 수상했으며, 2002년 국민훈장 녹조근정훈장, 2014년 과학기술훈장 창조장 등을 수훈했다. 그는 한국 분자생물학의 1세대 대표연구자로서 오늘날 한국 생명과학이 있게 한 선구적 과학자다.
2024년 4월 20일 작고하였고, 그의 업적을 기려 국립 대전현충원에 안장되었다. 
연합뉴스 - 부고기사 
관련링크: 
대한민국 과학기술유공자 박상대: 생명공학 불모지 개척한 한국 분자세포생물학의 선구자 
한국 분자생물학 연구를 선도하고 그 연구기반 구축에 기여한 생명과학자
EBS 다큐멘터리시대와의 대화 1 : 분자세포생물학자 박상대 
EBS 다큐멘터리시대와의 대화 2 : 분자세포생물학자 박상대 
EBS 다큐멘터리시대와의 대화 3 : 분자세포생물학자 박상대 
추모사: Molecules and Cells 학술지
[인터뷰] 과학기술유공자 인터뷰_박상대